# Texturierung

Verschiedene Texturierverfahren

Verschiedene Texturiertechniken

Beispiele für Texturierte Filamente

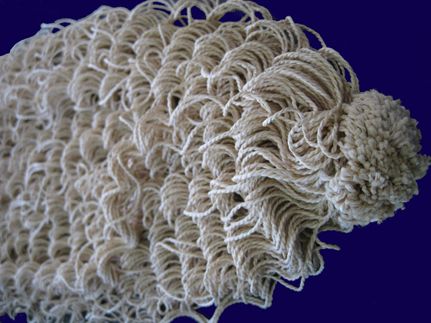
Texturiertes Garn

Texturierung ist ein Begriff aus der Textilindustrie und bezeichnet den Vorgang, glatten Filamentgarnen eine Kräuselstruktur zu verleihen (Textur). Ziel ist es dabei, den glatten Kunstfasern aus Polyamid, Polyester oder Polypropylen, eine Charakteristik von Naturfasern wie Wolle oder Baumwolle zu verleihen.

## Texturierung von Filamenten
Folgende textile Eigenschaften werden durch die Texturierung verbessert: die Elastizität, das Volumen, eine erhöhte Feuchtigkeitsaufnahme, ein besserer Feuchtigkeitstransport, ein besserer Lufteinschluss, eine Glanzminderung und ein angenehmerer Griff bzw. ein besserer Tragekomfort.
Je nach Einsatzfall und Herstellungsprozess verwendet man in der Praxis verschiedene Techniken an Texturierverfahren.
Bei allen Verfahren versucht man vor allem, dem Filament eine entsprechende Texturierung zu verleihen.

## Texturierung von Teppichgarnen
Darüber hinaus gibt es aber in der Teppichindustrie einen Nischenbereich, hier wird dem ganzen Garnverbund nach dem Zwirnen bzw. Kablieren eine Textur verliehen. Diese Garne werden dann zu Teppicharten wie Frieze- oder Shaggyteppiche weiterverarbeitet. Für solche Garne kommt ausschließlich das Stauchkammersystem zum Einsatz. Für Shaggyteppiche und Tracklessteppiche wird eine spezielle Art von Stauchkammer bevorzugt, die Twinrollbox in Verbindung mit dem Power-Heatsetting-Fixierprozess.
Im Gegensatz zur Texturierung von Filamenten, wo man vor allem die Eigenschaften der Faser verändern will, ist bei der Texturierung von Teppichgarnen in erster Linie das optische Erscheinungsbild von Bedeutung.